# HD 96819
HD 96819 är en ensam stjärna belägen i den södra delen av stjärnbilden Vattenormen och har tidigare varit betecknad 10 Crateris. Den har en skenbar magnitud på 5,43 och är svagt synlig för blotta ögat där ljusföroreningar ej förekommer. Baserat på parallaxmätning inom Hipparcosuppdraget på ca 18,0 mas, beräknas den befinna sig på ett avstånd på ca 182 ljusår (ca 56 parsek) från solen. Den rör sig bort från solen med en heliocentrisk radialhastighet på ca 16 km/s. Den ingår med största sannolikhet i TW Hydrae-associationen.

## Egenskaper
HD 96819 är en vit till blå stjärna i huvudserien av spektralklass A1 V, som har avverkat omkring en tredjedel av sin tid i huvudserien och senare kommer att expandera till en röd jätte. Den har en massa som är ca 2 solmassor,  en radie som är ca 1,9 solradier och utsänder från dess fotosfär ca 21 gånger mera energi än solen vid en effektiv temperatur av ca 9 000 K.
HD 96819 är en ung, snabbt roterande stjärna, omkring 9 miljoner år gammal och en misstänkt variabel.